# Paolo Monti
Paolo Monti (ur. 11 sierpnia 1908 w Novarze, zm. 29 listopada 1982 w Mediolanie) – włoski fotograf, uważanym za jednego z najbardziej intelektualnych współczesnych artystów fotografów.
We wczesnym okresie jego życia, Monti eksperymentował z abstrakcjonizmem jak również z efektami rozmycia i dyfrakcją. W 1953 roku rozpoczął karierę jak profesjonalny fotograf. Przede wszystkim pracował z reprodukcjami architektonicznymi, które były używane przez magazyny i edytorów książek dla ilustracji. Od 1966 roku Monti zaczął dokumentować centra historyczne włoskich miast.

## Życiorys
Monti urodził się w Novarze. Jego ojciec był bankierem i fotografem amatorem z Val d’Ossola. Jego rodzina przeprowadzała się kilka razy, tak więc jego ojciec przemieszczał się między małymi miastami. Uczęszczał na Uniwersytet Bocconi w Mediolanie, gdzie obronił się na kierunku ekonomicznym w 1930 roku. Później przez kilka lat pracował w regionie Piedmontu. Jego ojciec zmarł w 1936 roku, a on krótko później poślubił Marię Binotti.
Od 1939 do 1945 roku mieszkał w Mestre w pobliżu Wenecji, później przeprowadził się do samej Wenecji, gdzie pracował w Okręgowej Spółdzielni Rolniczej i kontynuował rozwijanie swojej fotograficznej pasji.
W 1947 roku pomógł ufundować klub La Gondola, który szybko stał się ważnym miejscem w międzynarodowym awangardowym ruchu fotograficznym. W 1953 roku Monti zaczął być profesjonalnym fotografem, pracując głównie dla magazynów w obszarze architektury i designu. Pomógł zilustrować ponad 200 tomów o miastach i regionach, architektach i artystach.
Zaczynając około 1965 roku, wykonywał zdjęcia ilustracji dla historii włoskiej literatury, a także skupiał się na fotografowaniu wzgórz Apenińskich oraz regionu Emilia-Romania. Później skoncentrował się na zdjęciach związanych z włoską historią sztuki. Po 1980 roku zajmował się wykonywaniem zdjęć jeziora Orta i regionu Val d’Ossola.

## Galeria prac

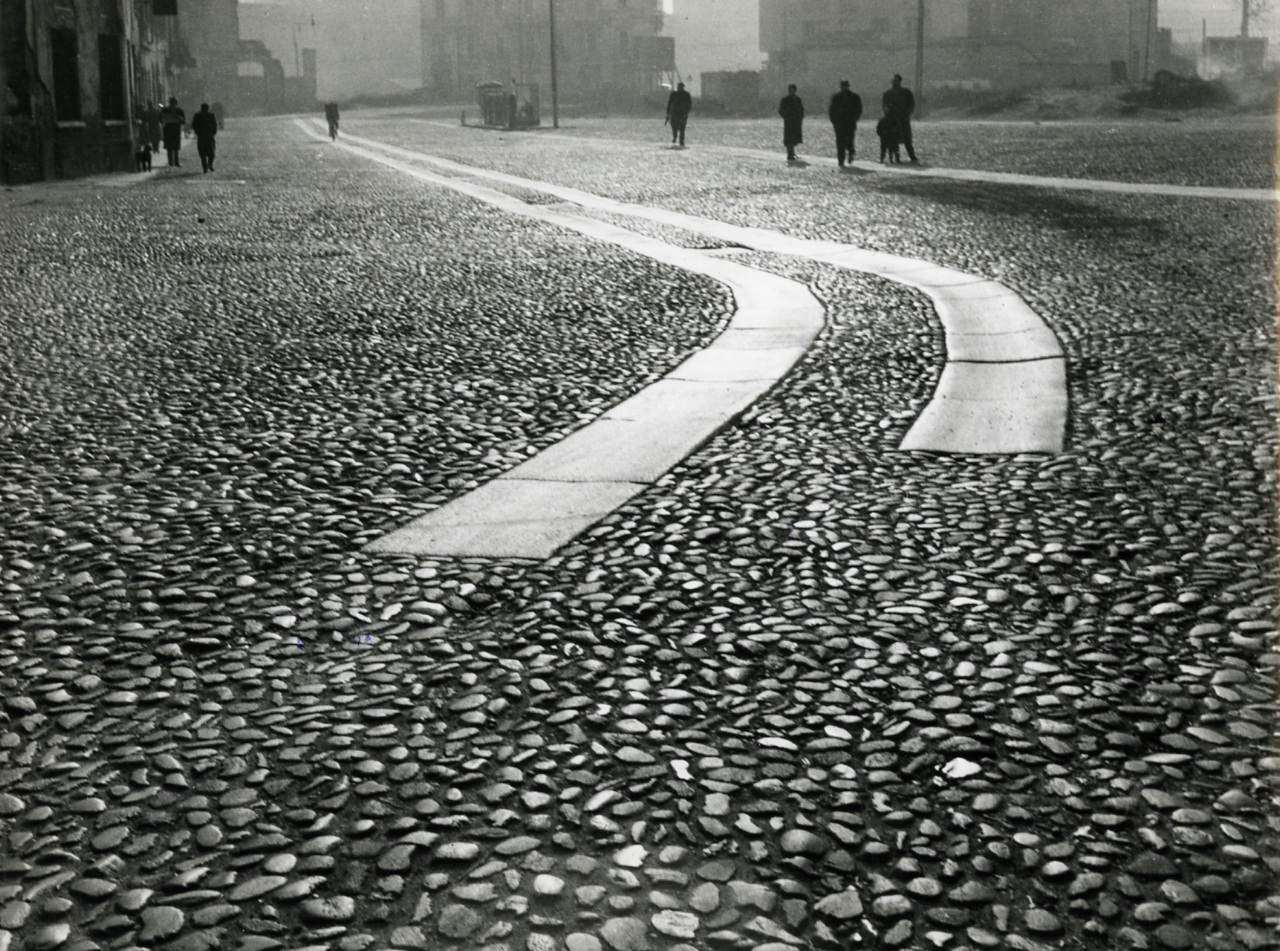
Lo spazio della memoria. Piazza della Vetra nel 1953 – Mediolan, 1953
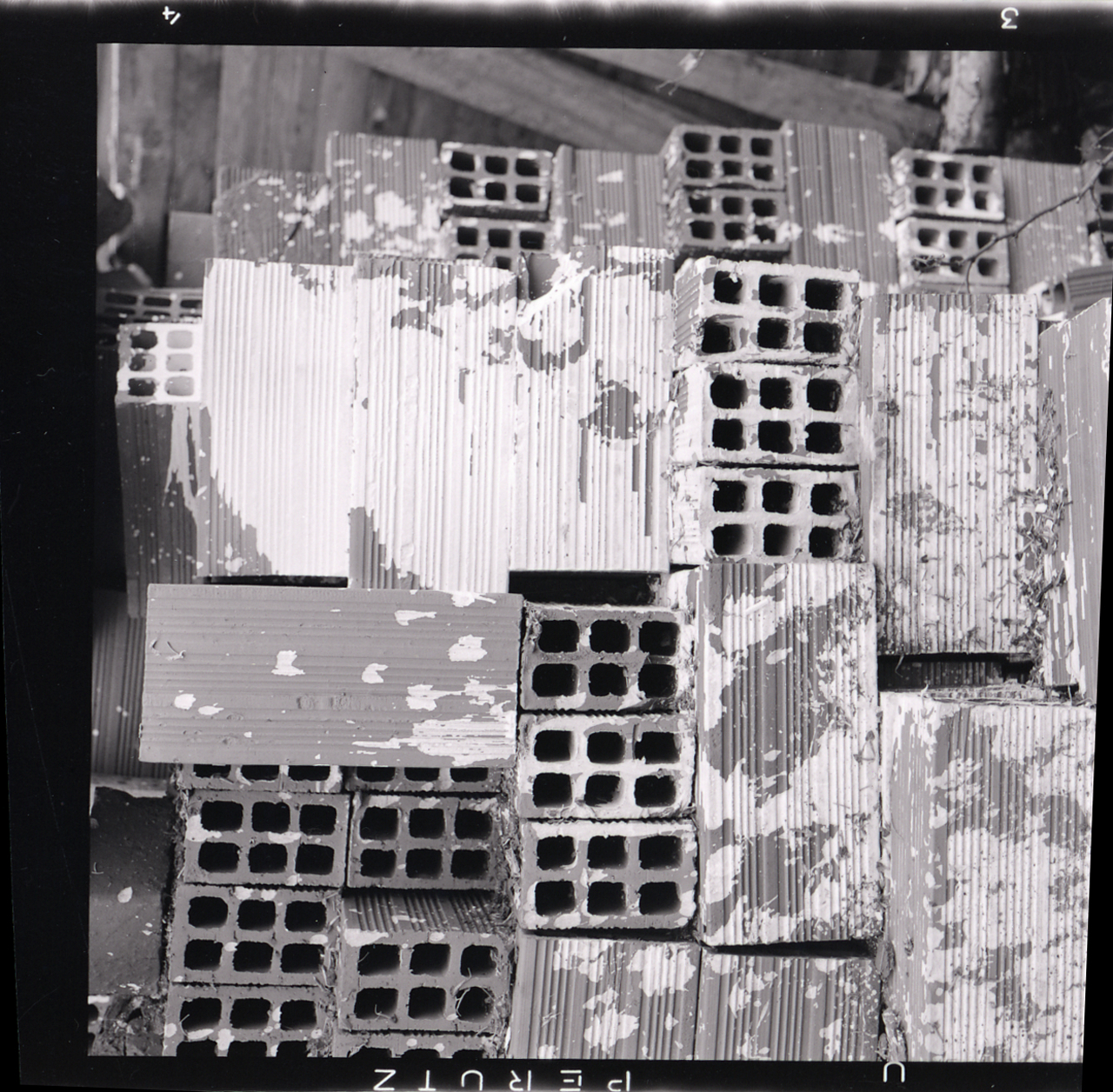
Anzola d'Ossola, 1964
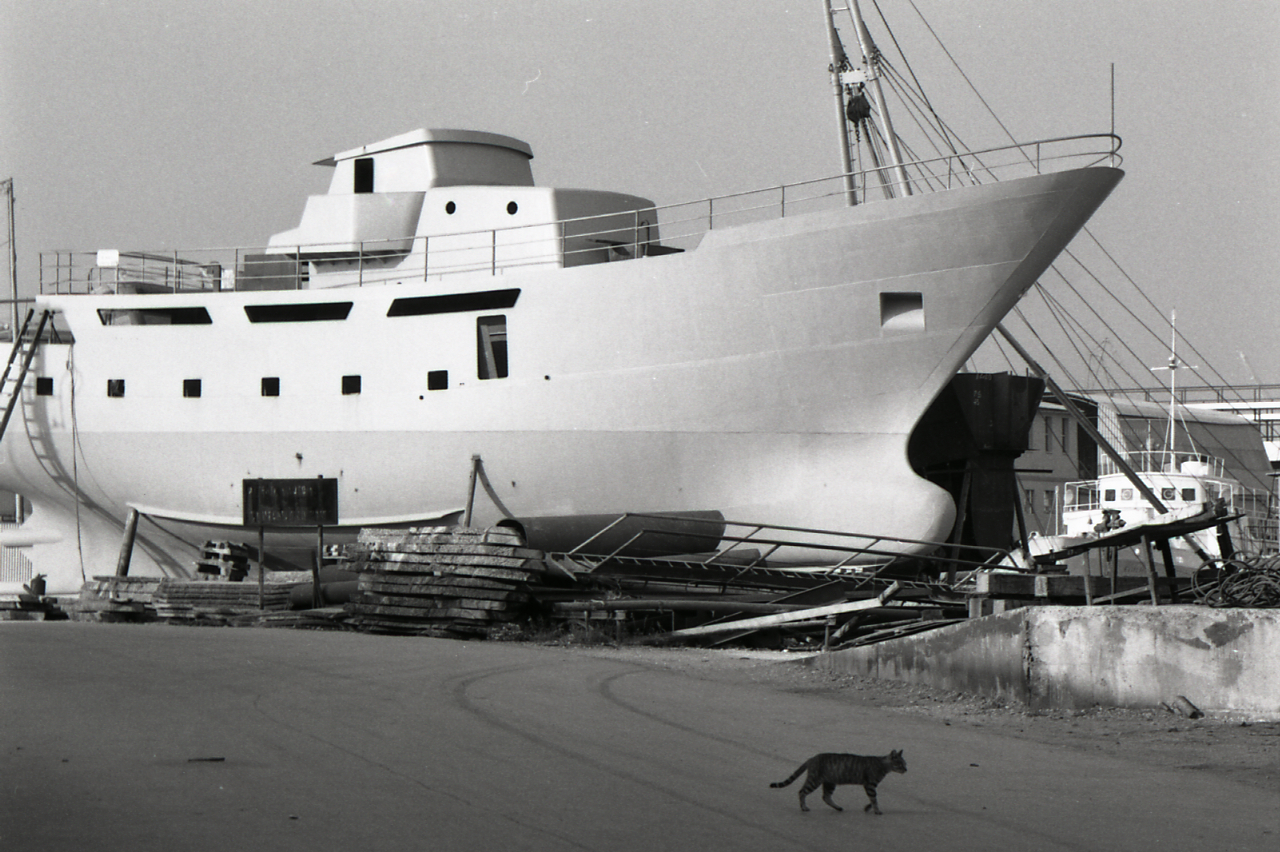
Ancona, 1969
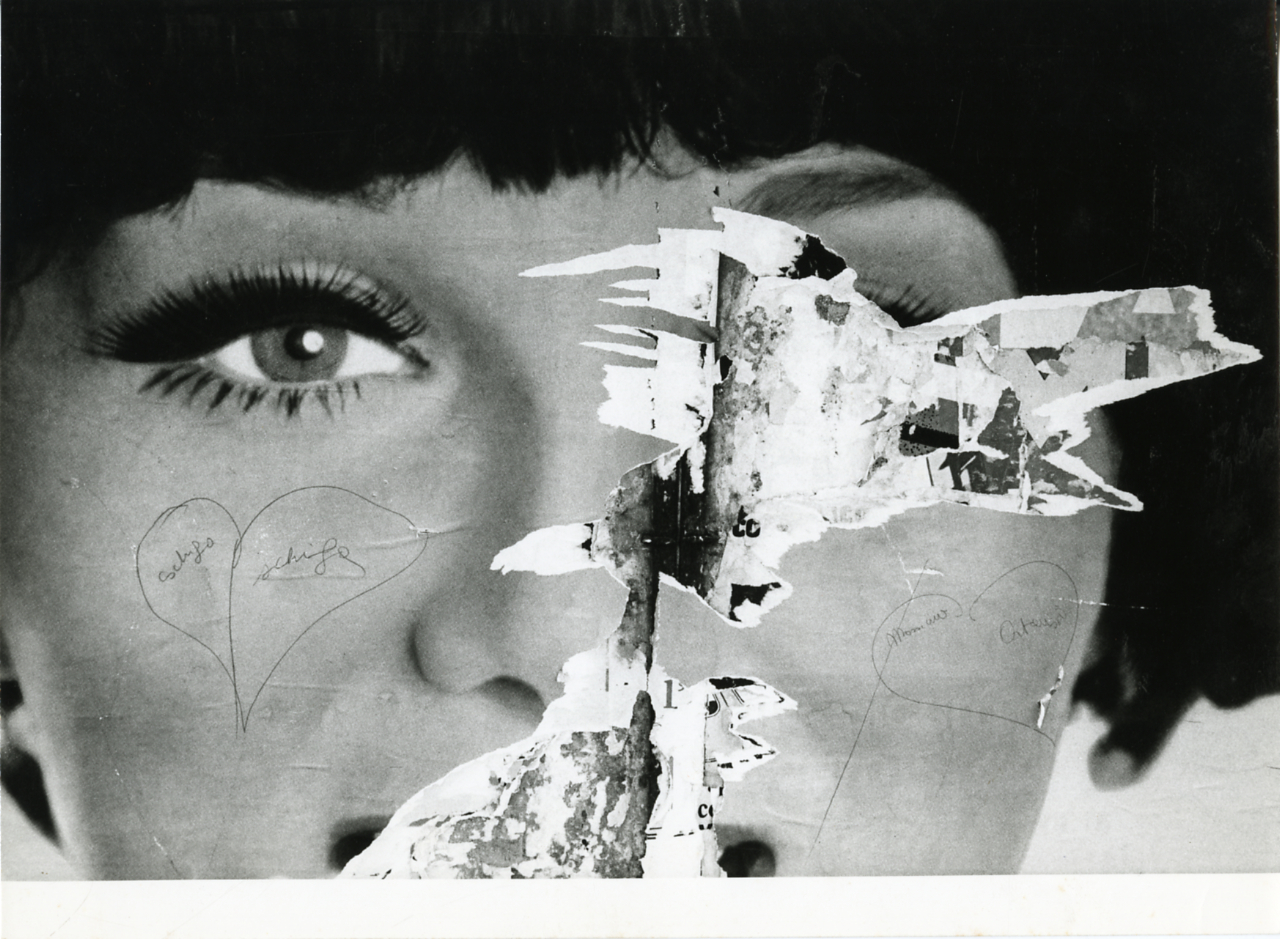
Manifesto strappato (Poszarpany plakat) – Venice, 1971
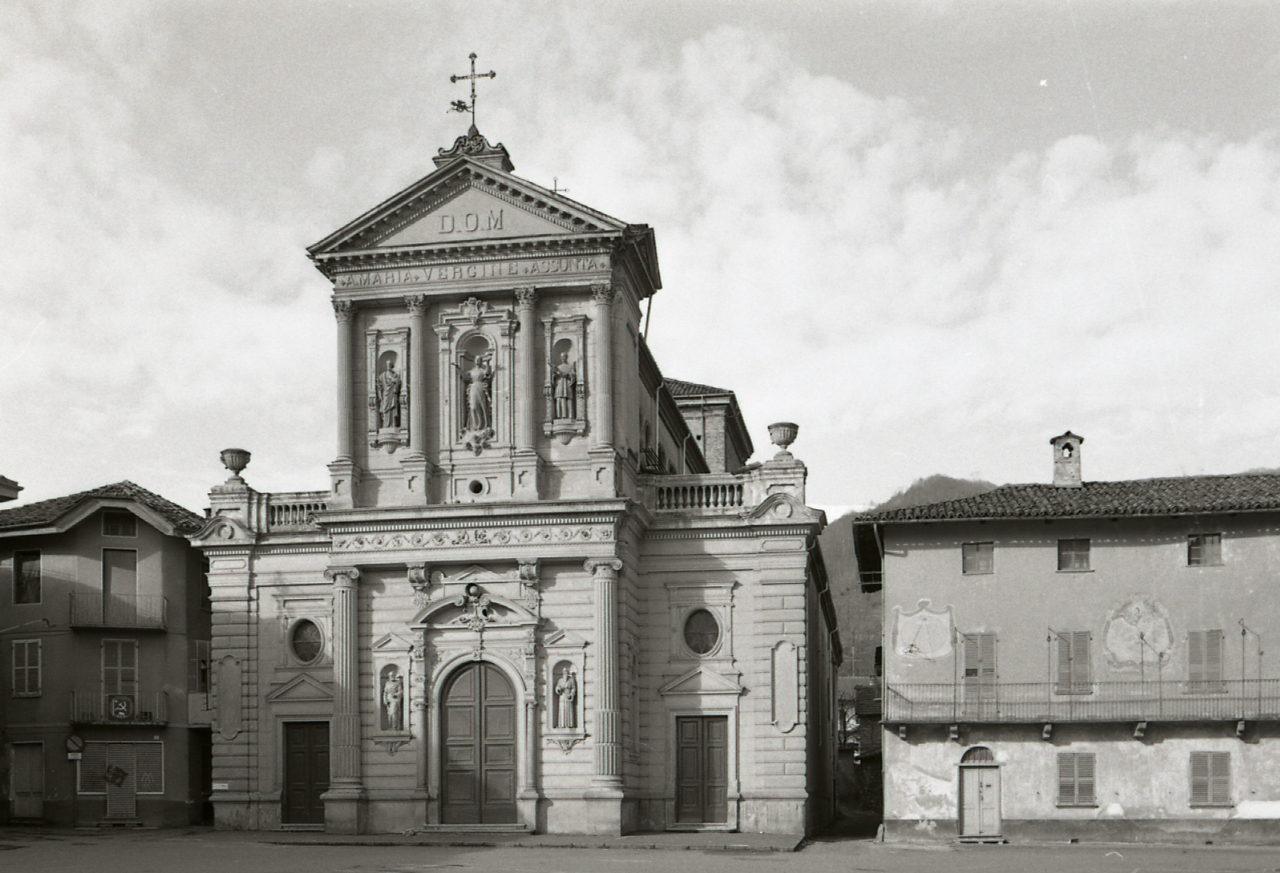
Rocca Canavese, 1979
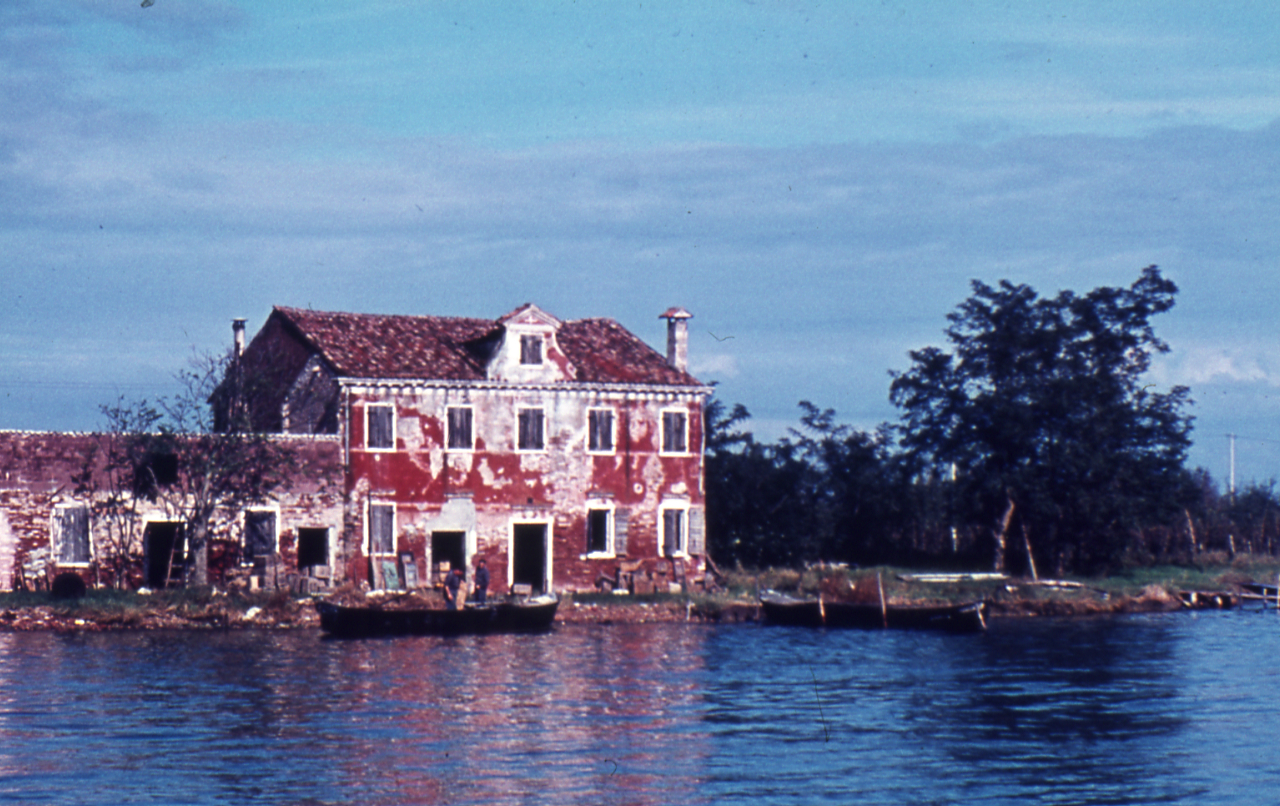
Laguna Wenecka 1982
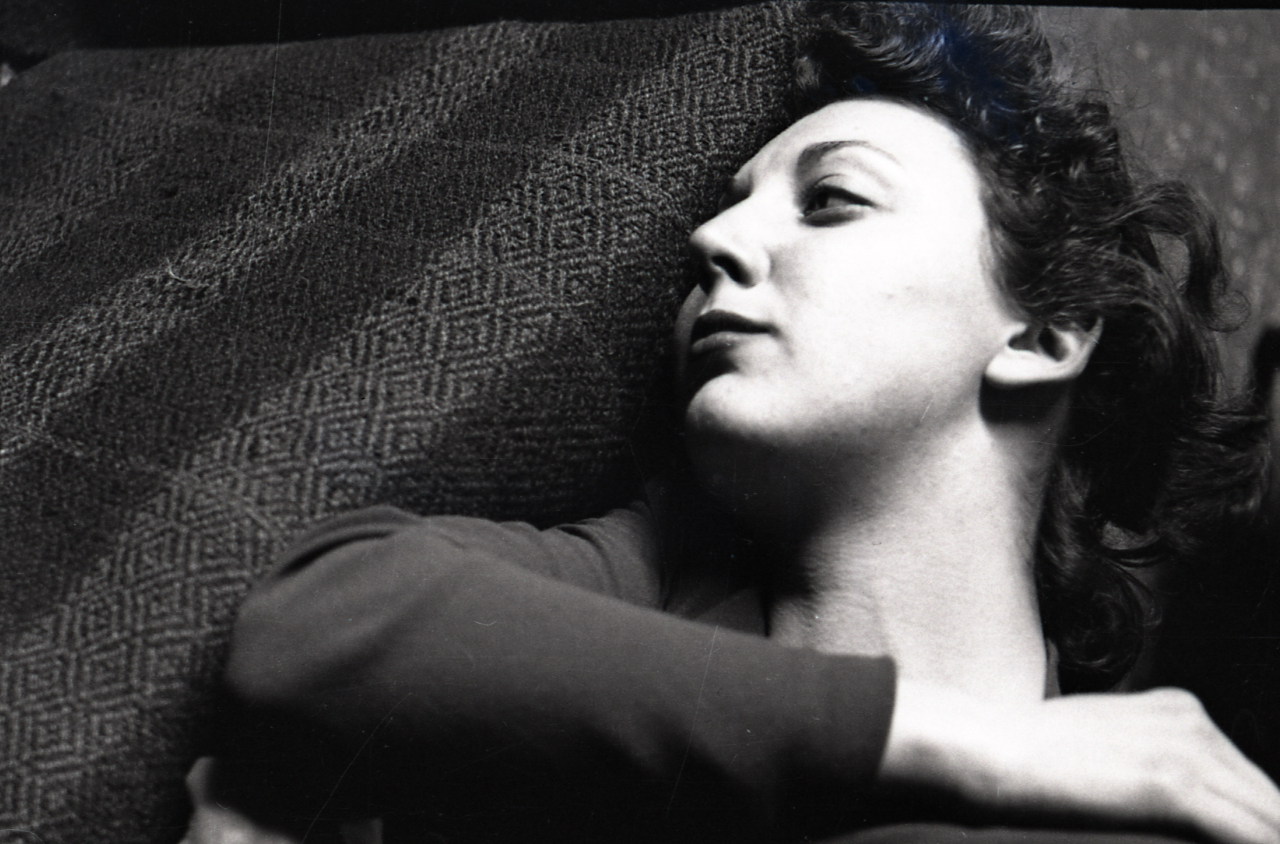
Portret kobiety, 1970